# Zygiella keyserlingi
Zygiella keyserlingi is een spinnensoort uit de familie van de Phonognathidae.
De wetenschappelijke naam van de soort werd in 1871 als Zilla keyserlingii gepubliceerd door Ausserer.